# Voňatka citronová
Citronová tráva (Cymbopogon citratus, anglicky lemon grass), česky správně voňatka citronová je statná, vytrvalá tropická tráva z čeledi lipnicovitých. Pochází z jihovýchodní Asie, ale hojně se pěstuje i v Africe, Americe a Austrálii. Rod Cymbopogon zahrnuje přes 30 druhů.
Lidově je v češtině nazývána také citronela, v Asii např. heong man, lenabatu, sereh.

## Charakteristika
Citronová tráva je vytrvalá, statná rostlina. Vytváří mohutné trsy tenkých a dlouhých šedozelených listů, které dorůstají do výšky až 150 cm. Protože tato rostlina tvoří jen málokdy semena, množí se především vegetativně. Všechny části citronové trávy jsou charakteristické silně citronovou vůní. V čepelích, pochvách i plevách jsou totiž exkreční buňky se silicemi. Jsou to silice citral, nerol, limonen, linalool a geraniol. Dále citronová tráva obsahuje flavonoidy působící jako antioxidanty. Díky obsaženým látkám lze tedy citronovou trávu zařadit i mezi léčivé rostliny.

## Využití
Citronová tráva se využívá do kosmetických přípravků, k výrobě parfémů, solí do koupele, esenciálních olejů či k přípravě lahodného citronového čaje. V asijské kuchyni se používá k dochucování pokrmů. Do jídel se obvykle využívají cibulovité konce trávy, které se nakrájí na plátky. Tužší stonky jsou používány jako koření. Obvykle se citronová tráva kombinuje s česnekem, koriandrem, paprikou či šalotkou. Lze ji využít v čerstvém, zmraženém, sušeném i konzervovaném stavu, výrazné citronové aroma tím neztrácí. Je také přidávána do vonných tyčinek, protože odpuzuje hmyz.

## Léčivé účinky
Snižuje cholesterol v krvi, působí blahodárně na nervové choroby, horečky, malárii a chřipky. Čaj z listů citronové trávy usnadňuje trávení, zvyšuje schopnost koncentrace, stimuluje laktaci a napomáhá detoxikovat játra, močový měchýř a ledviny. V roce 2006 zjistil výzkumný tým Ben Gurionovy univerzity v Negevu v Izraeli, že užívání citronové trávy způsobuje programovanou smrt nádorových buněk, zatímco normální buňky jsou ponechány nepoškozené.

## Pěstování
V České republice je možné citronovou trávu pěstovat pouze jako přenosnou rostlinu, protože není mrazuvzdorná. Doporučuje se pěstovat na plném slunci v propustné hlinito-písčité zemině. Vyžaduje pravidelné zalévání a přihnojování. Vzhledem k jejímu následnému gastronomickému využití jsou vhodná pouze přírodní hnojiva.

### Přezimování
Citronová tráva dobře přezimuje na světlém místě, při pokojové teplotě či v chladnějších prostorech a při omezené zálivce.

## Galerie

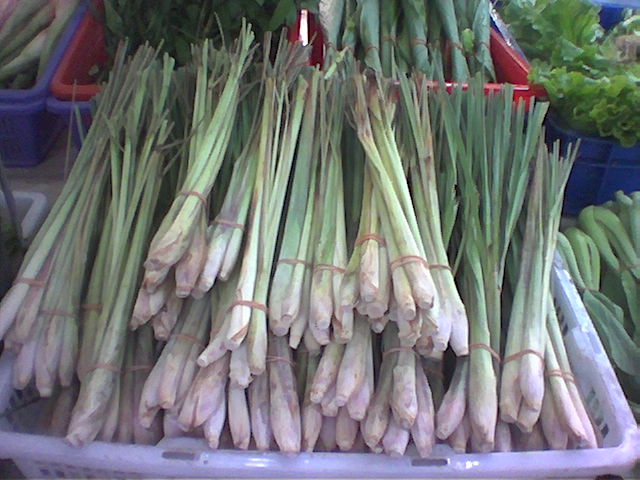
Citronová tráva
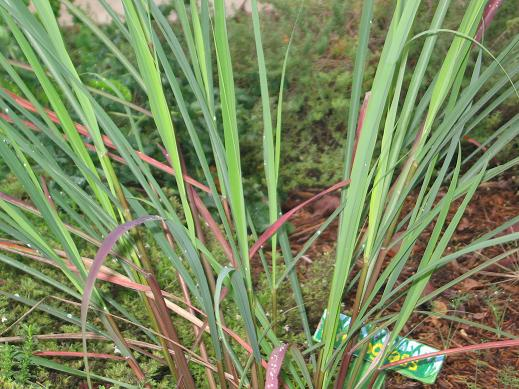
Citronová tráva
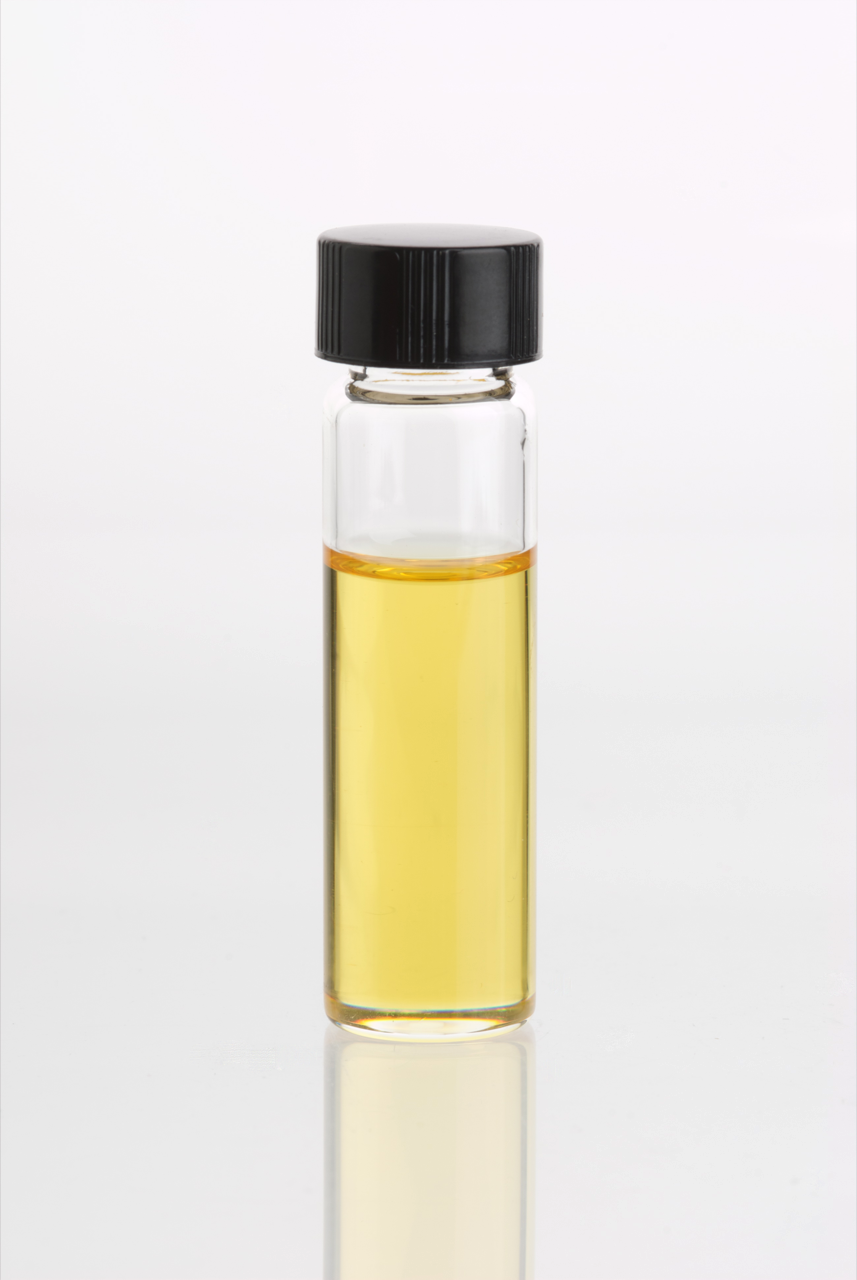
Esenciální olej z citronové trávy